# Апаран
Апаран (на арменски: Ապարան) е град, разположен в провинция Арагацотн, Армения. Населението му през 2011 година е 6451 души.

## Население
- 1990 – 7380 души
- 2001 – 5711 души
- 2009 – 6591 души
- 2011 – 6451 души